# Mistrzostwa Europy w Zapasach 2001
53. Mistrzostwa Europy w zapasach odbyły się w kwietniu i maju. W stylu klasycznym walczono w Stambule, a w stylu wolnym w Budapeszcie.

## Styl klasyczny

### Medaliści
| Konkurencja | Złoto                     | Srebro             | Brąz                 |
| ----------- | ------------------------- | ------------------ | -------------------- |
| -54 kg      | Boris Radkevich           | Ercan Yıldız       | Dariusz Jabłoński    |
| -58 kg      | Petr Švehla               | Irakli Czoczua     | Marian Sandu         |
| -63 kg      | Şeref Eroğlu              | Igor Czuczunow     | Włodzimierz Zawadzki |
| -69 kg      | Aleksandre Dochturiszwili | Michaił Iwanczenko | Movses Karapetian    |
| -76 kg      | Aleksiej Miszyn           | Ara Abrahamian     | Nazmi Avluca         |
| -85 kg      | Hamza Yerlikaya           | Marcin Letki       | Ołeksandr Darahan    |
| -97 kg      | Aleksandr Biezruczkin     | Ali Mołłow         | Petru Sudureac       |
| -125 kg     | Mihály Deák-Bárdos        | Fatih Bakir        | Serghei Mureico      |

### Tabela medalowa
| Lp. | Państwo  | Złoto | Srebro | Brąz |
| --- | -------- | ----- | ------ | ---- |
| 1   | Turcja   | 2     | 2      | 1    |
| 2   | Rosja    | 2     | 2      | 0    |
| 3   | Gruzja   | 1     | 1      | 0    |
| 4   | Białoruś | 1     | 0      | 0    |
|     | Czechy   | 1     | 0      | 0    |
|     | Węgry    | 1     | 0      | 0    |
| 7   | Polska   | 0     | 1      | 2    |
| 8   | Bułgaria | 0     | 1      | 1    |
| 9   | Szwecja  | 0     | 1      | 0    |
| 10  | Rumunia  | 0     | 0      | 2    |
| 11  | Ukraina  | 0     | 0      | 1    |
|     | Armenia  | 0     | 0      | 1    |

## Styl wolny

### Medaliści
| Konkurencja | Złoto             | Srebro              | Brąz                |
| ----------- | ----------------- | ------------------- | ------------------- |
| -54 kg      | Ghenadi Tulbea    | Amiran Karndanof    | Armen Mykyrtczian   |
| -58 kg      | Zsolt Bánkuti     | Wasyl Fedoryszyn    | Aliaxandr Karnitski |
| -63 kg      | Serafim Byrzakow  | Sosłan Tomajew      | Otar Tusziszwili    |
| -69 kg      | Ahmet Gülhan      | Irbiek Farnijew     | Nikołaj Pasłar      |
| -76 kg      | Buwajsar Sajtijew | Mirosław Goczew     | Árpád Ritter        |
| -85 kg      | Sażyd Sażydow     | Dawyd Biczinaszwili | Biejbułat Musajew   |
| -97 kg      | Eldar Kurtanidze  | Giorgi Gogszelidze  | Aleksandr Szemarow  |
| -125 kg     | Dawid Musulbies   | Aleksi Modebadze    | Sven Thiele         |

### Tabela medalowa
| Lp. | Państwo  | Złoto | Srebro | Brąz |
| --- | -------- | ----- | ------ | ---- |
| 1   | Rosja    | 3     | 3      | 0    |
| 2   | Bułgaria | 1     | 1      | 1    |
|     | Gruzja   | 1     | 1      | 1    |
| 4   | Węgry    | 1     | 0      | 1    |
| 5   | Mołdawia | 1     | 0      | 0    |
| 6   | Ukraina  | 0     | 2      | 0    |
| 7   | Grecja   | 0     | 1      | 0    |
| 8   | Białoruś | 0     | 0      | 3    |
| 9   | Armenia  | 0     | 0      | 1    |
|     | Niemcy   | 0     | 0      | 1    |

## Kobiety styl wolny

### Medaliści
| Konkurencja | Złoto                    | Srebro                | Brąz                  |
| ----------- | ------------------------ | --------------------- | --------------------- |
| -46 kg      | Inga Karamczakowa        | Iryna Merłeni         | Kamelija Cekowa       |
| -51 kg      | Sofia Pumburidu          | Natalja Guszczina     | Alena Kareicha        |
| -56 kg      | Tetiana Łazarewa         | Ida-Theres Nerell     | Konstantina Tsibanaku |
| -62 kg      | Małgorzata Bassa-Roguska | Natalja Iwanowa       | Lene Aanes            |
| -68 kg      | Natalja Gawriłowa        | Lise Legrand          | Anita Schätzle        |
| -75 kg      | Edyta Witkowska          | Swietłana Martynienko | Nina Englich          |

### Tabela medalowa
| Lp. | Państwo  | Złoto | Srebro | Brąz |
| --- | -------- | ----- | ------ | ---- |
| 1   | Rosja    | 2     | 3      | 0    |
| 2   | Polska   | 2     | 0      | 0    |
| 3   | Ukraina  | 1     | 1      | 0    |
| 4   | Grecja   | 1     | 0      | 1    |
| 5   | Francja  | 0     | 1      | 0    |
|     | Szwecja  | 0     | 1      | 0    |
| 7   | Niemcy   | 0     | 0      | 2    |
| 8   | Norwegia | 0     | 0      | 1    |
|     | Bułgaria | 0     | 0      | 1    |
|     | Białoruś | 0     | 0      | 1    |